# ام‌وی نیون

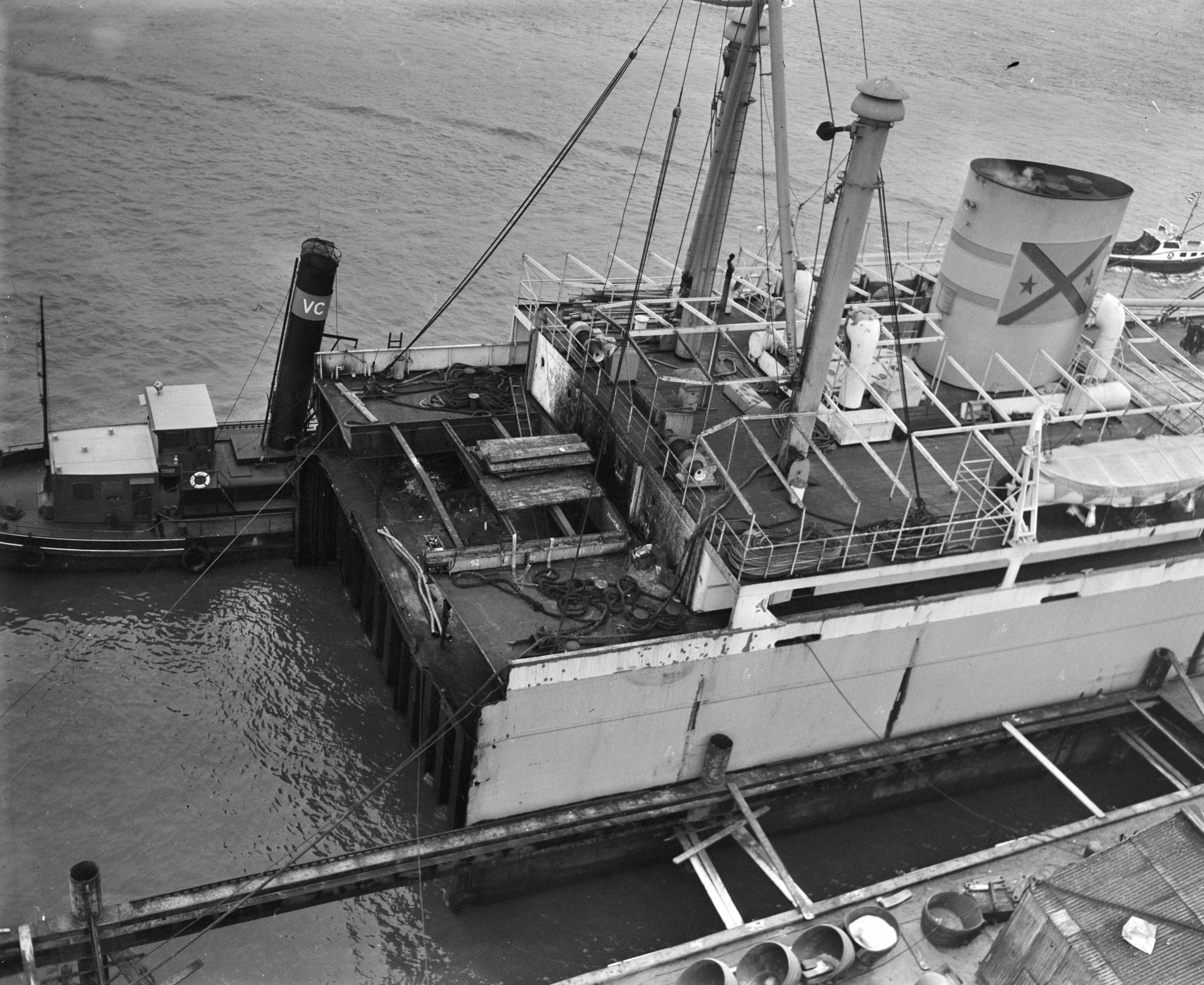
ام وی نیون

ام‌وی نیون (به انگلیسی: MV Nyon) یک کشتی بود که طول آن ۱۳۶٫۲۹ متر (۴۴۷ فوت ۲ اینچ) بود. این کشتی در سال ۱۹۵۲ ساخته شد.